# My Michelle
My Michelle – utwór amerykańskiego zespołu Guns N’ Roses, umieszczony na debiutanckim albumie grupy pt. Appetite for Destruction.

## Historia
Pomysł na piosenkę podsunęła Michelle Young, koleżanka Axla Rose’a i Stevena Adlera ze szkoły średniej. Po usłyszeniu piosenki Eltona Johna „Your Song” poprosiła Rose’a o napisanie dla niej utworu. Wokalista początkowo napisał romantyczną piosenkę, której tekst nie miał jednak nic wspólnego z rzeczywistością życia Young, dlatego po jakimś czasie napisał nowe słowa i tym razem opisał prawdziwe życie swojej koleżanki, której ojciec był dystrybutorem filmów pornograficznym, a matka zmarła po przedawkowaniu narkotyków.

## Skład zespołu
- Izzy Stradlin – gitara rytmiczna, wokal wspierający
- Slash – gitara prowadząca
- Axl Rose – wokal
- Duff McKagan – gitara basowa, wokal wspierający
- Steven Adler – perkusja